# Opere di Carlo Goldoni

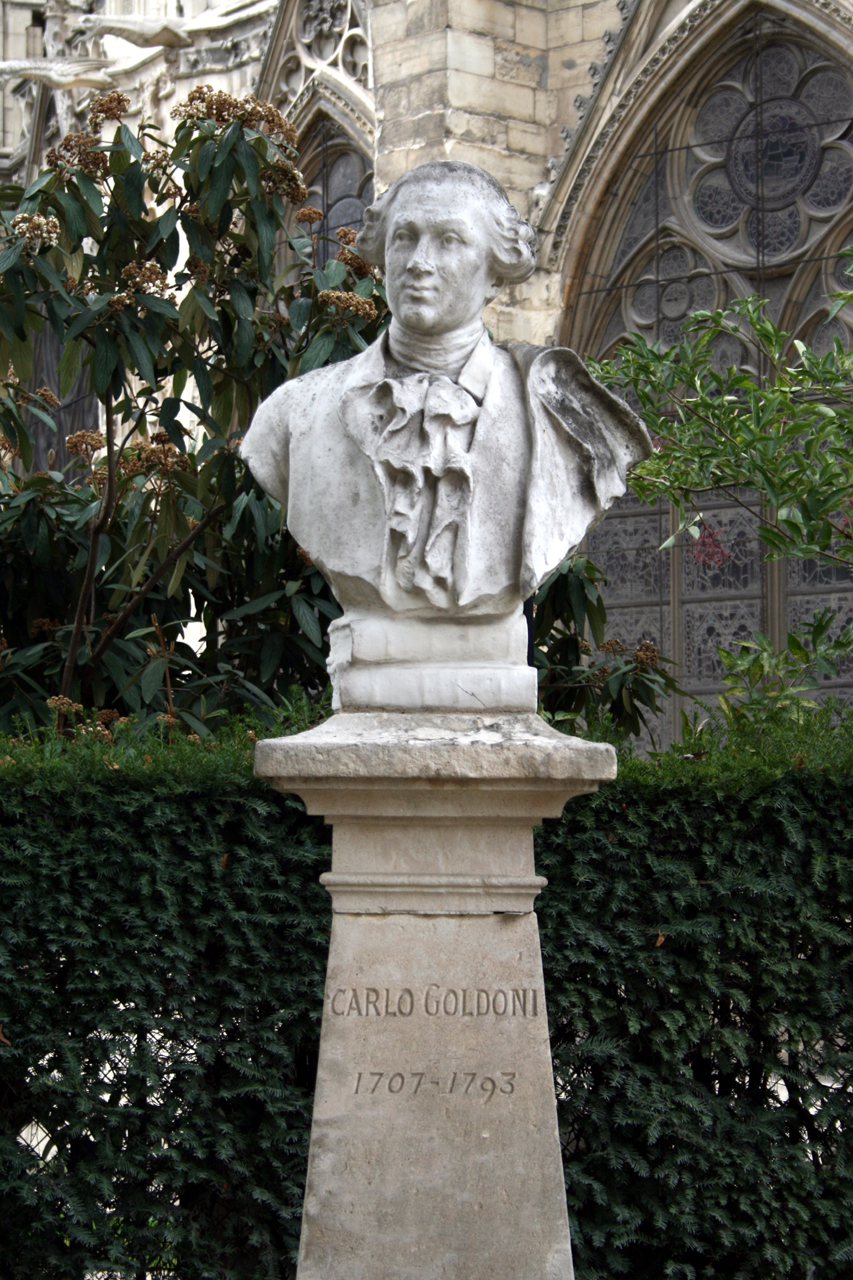
Busto di Goldoni a Parigi

Questa pagina raccoglie l'elenco delle opere scritte dal drammaturgo Carlo Goldoni.

## Commedie
- L'uomo di mondo (Momolo Cortesan)

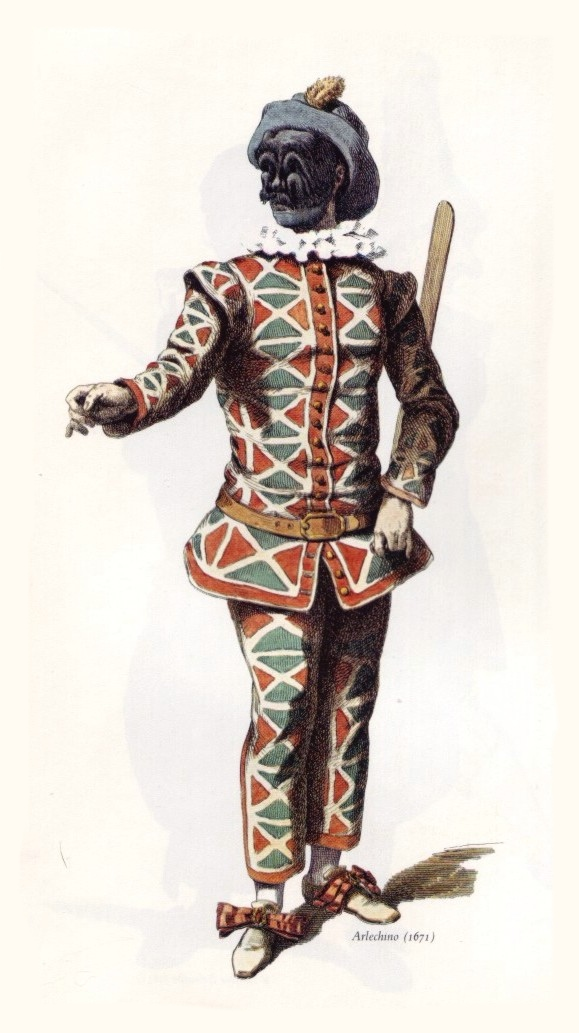
Ritratto di Arlecchino

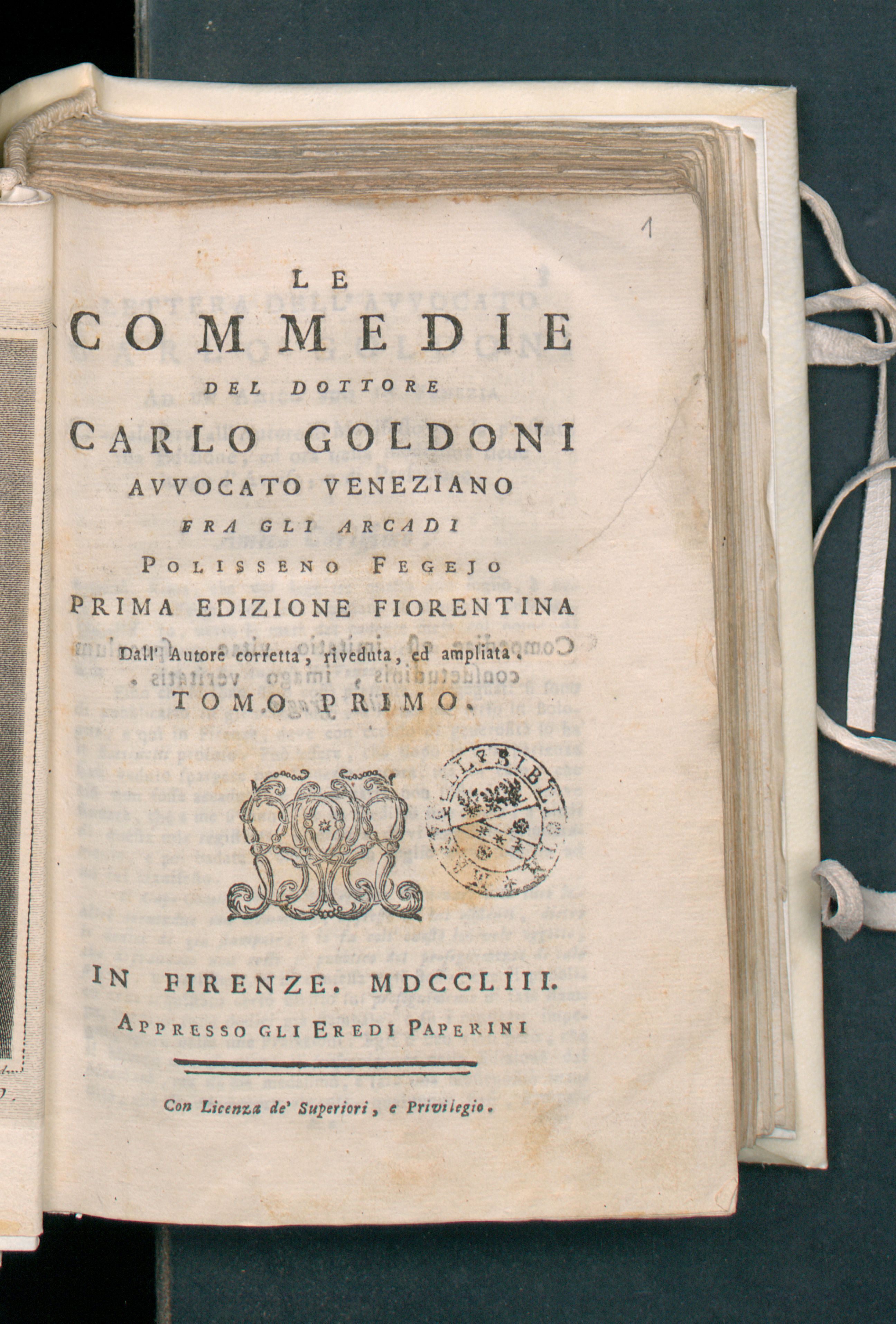
Commedie del dottore Carlo Goldoni, 1753

- Il prodigo (Il Momolo sulla Brenta)
- La bancarotta o sia Il mercante fallito
- La donna di garbo
- Il servitore di due padroni
- Il frappatore (Tonin bella grazia)
- I due gemelli veneziani
- L'uomo prudente
- La vedova scaltra
- La putta onorata
- La buona moglie (La bona muger)
- Il cavaliere e la dama
- L'avvocato veneziano
- Il padre di famiglia
- La famiglia dell'antiquario (o sia La suocera e la nuora)
- L'erede fortunata
- Il teatro comico
- Le femmine puntigliose
- La bottega del caffè
- Il bugiardo
- L'adulatore
- Il poeta fanatico (I poeti)
- La Pamela
- Il cavaliere di buon gusto
- Il giuocatore
- Il vero amico
- La finta ammalata (Lo speziale, o sia la finta ammalata)
- La dama prudente
- L'incognita
- L'avventuriere onorato
- La donna volubile
- I pettegolezzi delle donne
- Il Molière
- La castalda
- L'amante militare
- Il tutore
- La moglie saggia
- Il feudatario
- Le donne gelose
- La serva amorosa
- I puntigli domestici
- La figlia obbediente
- I mercatanti (I due Pantaloni)
- La locandiera
- Le donne curiose
- Il contrattempo o sia Il chiacchierone imprudente (L'uomo imprudente)
- La donna vendicativa
- Il geloso avaro
- La donna di testa debole o sia La vedova infatuata (L'uomo sincero)
- La cameriera brillante
- Il filosofo inglese
- Il vecchio bizzarro (El cortesan vecchio; El cortesan antigo)
- Il festino
- L'impostore
- La madre amorosa
- Terenzio
- Torquato Tasso
- Il cavaliere Giocondo
- Le massere
- I malcontenti
- La buona famiglia
- Le donne de casa soa
- La villeggiatura
- La donna stravagante
- Il campiello
- L'avaro
- L'amante di sé medesimo
- Il medico olandese
- La donna sola
- La pupilla
- Il cavaliere di spirito o sia La donna di testa debole
- La vedova spiritosa
- Il padre per amore
- Lo spirito di contraddizione
- Il ricco insidiato
- Le morbinose
- Le donne di buon umore
- L'apatista o sia L'indifferente
- La donna bizzarra
- La sposa sagace
- La donna di governo
- La donna forte (La sposa fedele)
- I morbinosi
- La scuola di ballo
- Gl'innamorati
- Pamela maritata
- L'impresario delle Smirne
- La guerra
- I rusteghi
- Un curioso accidente
- La donna di maneggio
- La casa nova
- La buona madre
- Trilogia della villeggiatura
  - Le smanie per la villeggiatura
  - Le avventure della villeggiatura
  - Il ritorno dalla villeggiatura
- La scozzese
- Il buon compatriotto
- Sior Todero brontolon o sia Il vecchio fastidioso
- Le baruffe chiozzotte
- Una delle ultime sere di carnovale
- L'osteria della posta
- L'amore paterno o sia La serva riconoscente
- Il matrimonio per concorso
- Trilogia di Zelinda e Lindoro
  - Gli amori di Zelinda e Lindoro
  - La gelosia di Lindoro
  - Le inquietudini di Zelinda
- Gli amanti timidi o sia L'imbroglio de' due ritratti
- Il ventaglio
- La burla retrocessa nel contraccambio
- Chi la fa l'aspetta (Chi la fa l'aspetta o sia la burla vendicata nel contraccambio fra i  chiassetti del carneval), 1765

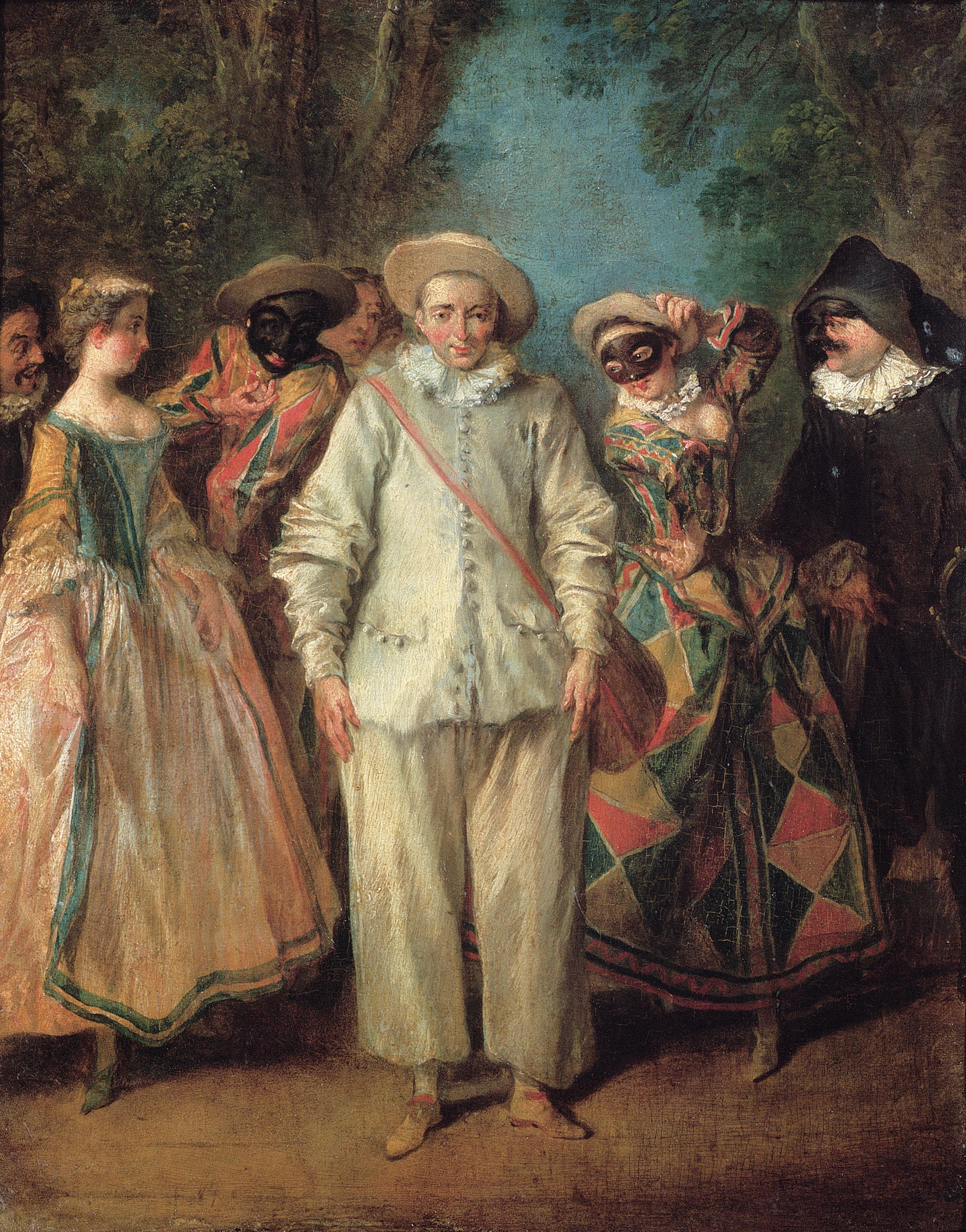
N. Lancret, Gli attori della Comédie italienne

- Il genio buono e il genio cattivo
- Il burbero di buon cuore
- L'avaro fastoso

### Commedie in francese
- Le deux italiennes
- Trilogia di Arlequin e Camille
  - Les amours d'Arlequin et de Camille
  - La jalousie d'Arlequin
  - L'inquiétude de Camille
- Camille aubergiste
- La dupe vengée (Arlequin, dupe vengée)
- Arlequin héritier ridicule
- Arlequin charbonnier
- Arlequin et Colombine à l'école de l'amour
- Le portrait d'Arlequin
- Le rendez-vous nocturne
- L'inimitié d'Arlequin et de Scapin
- Les metamorphoses d'Arlequin
- Vingt-deux infortunes d'Arlequin
- La bague magique
- L'amitié d'Arlequin et de Scapin
- Arlequin philosophe
- Arlequin complaisant
- Arlequin cru mort
- L'amour paternel
- L'éventail
- Le bon et le mauvais Génie
- Le bourru bienfaisant
- L'avare fastueux

## Tragicommedie e tragedie
- Amalasunta (1733, perduto)
- Belisario
- Rosmonda
- La Griselda
- Don Giovanni Tenorio o sia Il dissoluto
- Rinaldo di Mont'Albano
- Enrico re di Sicilia
- Giustino
- Osmano re di Tunisi (perduto)
- Trilogia persiana
  - La sposa persiana
  - Ircana in Julfa
  - Ircana in Ispaan
- La peruviana
- La bella selvaggia
- La dalmatina
- Gli amori di Alessandro Magno
- Artemisia
- Enea nel Lazio
- Zoroastro
- La bella Giorgiana

## Melodrammi giocosi

### Intermezzi per musica
- Il buon padre (conosciuto anche come Il buon vecchio, perduto)
- La cantatrice (successivamente riedita con il titolo La Pelarina)
- Pomponio affettato (attribuito[2])
- Il gondoliere veneziano o sia Gli sdegni amorosi
- La pupilla
- La birba
- L'ipocondriaco
- Il filosofo
- Monsieur Petiton
- La bottega del caffè
- L'amante cabala
- Amor fa l'uomo cieco
- Il quartiere fortunato
- La favola de' tre gobbi
- Il matrimonio discorde
- La cantarina
- La vendemmia (Il Marchese di Verde Antico)

### Drammi giocosi per musica
- Aristide
- La fondazione di Venezia
- Lucrezia romana in Costantinopoli
- La contessina
- La scuola moderna o sia La maestra di buon gusto
- Bertoldo, Bertoldino e Cacasenno
- L'Arcadia in Brenta
- Il negligente
- Il finto principe
- Il mondo della luna
- Arcifanfano re dei matti
- Il paese della cuccagna
- Il mondo alla rovescia o sia Le donne che comandano
- La mascherata
- Le donne vendicate
- Il conte Caramella
- Le pescatrici
- Le virtuose ridicole
- I portentosi effetti della madre natura
- La calamita de' cuori
- I bagni d'Abano
- De gustibus non est disputandum
- Il filosofo di campagna
- Lo speziale
- Il povero superbo
- Le nozze
- La diavolessa
- La cascina
- La ritornata di Londra
- La buona figliuola
- Il festino
- Il viaggiatore ridicolo
- L'isola disabitata
- Il mercato di Malmantile (La vanità delusa)
- La conversazione
- Il signor dottore
- Buovo d'Antona
- Gli uccellatori
- Il conte Chicchera
- Filosofia ed amore?
- La fiera di Senigaglia
- Amor contadino
- L'amore artigiano
- Amore in caricatura
- La donna di governo
- La buona figliuola maritata
- La bella verità
- Il re alla caccia
- La finta semplice
- La notte critica
- La cameriera spiritosa
- Le nozze in campagna
- I volponi
- Il talismano
- Vittorina
- La cantarina

## Drammi per musica
- La generosità politica
- Gustavo primo re di Svezia
- Oronte, re de' Sciti[3]
- Statira
- Tigrane
- Germondo

## Cantate e serenate
- La ninfa saggia[4]
- Gli amanti felici[4]
- Le quattro stagioni[4]
- Il coro delle  muse[4]
- La pace consolata
- L'amor della patria
- L'oracolo del Vaticano

## Oratori
- Magdalenae conversio
- L'unzione del reale profeta Davide

## Altri lavori
- La metempsicosi, o sia La pitagorica trasmigrazione
- Il disinganno in corte
- Il colosso (perduto)
- Il quaresimale in epilogo del padre Giacomo Cataneo
- Nuovo teatro comico
- Mémoires (Mémoires pour servir à l'histoire de ma vie et celle du théâtre)
- Istoria di Miss Jenny (1791, libera traduzione del romanzo Histoire de Miss Jenny di Marie-Jeanne Riccoboni)